# Zamarada hildebrandi
Zamarada hildebrandi là một loài bướm đêm trong họ Geometridae.